# Left 4 Dead
Left 4 Dead è uno sparatutto in prima persona horror, sviluppato da Valve Corporation e distribuito a partire dal 20 novembre 2008 per Microsoft Windows e Xbox 360.
Il seguito, Left 4 Dead 2, è stato annunciato durante l'edizione 2009 dell'E3 e il 17 novembre 2009 è stato messo in commercio, sempre per le piattaforme Windows e Xbox 360.

## Trama
Left 4 Dead è un titolo ispirato a film come L'alba dei morti viventi e 28 giorni dopo: le caratteristiche degli zombie sono notevolmente differenti da quelle cui ci hanno abituato giochi come Resident Evil (cioè lenti e goffi) o più semplicemente da come si vedono nelle celebri pellicole di George A. Romero. Un altro fatto discordante è l'aumentata aggressività nei soggetti infetti (oltre alla perdita di molte delle funzioni cerebrali superiori), molto diversa dalla semplice "fame di carne" della serie RE. Si vedranno infatti zombie non solo dare morsi, ma anche calci, unghiate e spintoni. L'aggressività sarà tale che gli infetti riusciranno a superare facilmente ostacoli come auto, muretti e recinzioni alte qualche metro.
I quattro protagonisti (immuni al virus) verranno quindi catapultati all'interno di diversi scenari (o campagne), dove lo scopo principale sarà quello di fuggire dal virus che trasforma le persone in zombie violenti e privi di qualsivoglia sentimento umano.

## Modalità di gioco
Le modalità di gioco sono differenti. Vi è la modalità "campagna" da quattro giocatori, in cui i sopravvissuti (Louis, Bill, Francis e Zoey) dovranno attraversare una serie di scenari (in totale sono cinque per ogni campagna), affrontando orde di infetti e boss infetti. Ogni scenario termina con l'arrivo ad una panic room e ogni campagna terminerà con l'arrivo dei soccorsi. Altra modalità di gioco è la modalità "versus" da otto giocatori: una squadra di 4 boss infetti dovrà impedire a quattro giocatori sopravvissuti di arrivare alla camera blindata nei diversi scenari di gioco. Ultima modalità di gioco è "survivor", qui quattro giocatori sopravvissuti dovranno resistere il più tempo possibile ad orde di infetti e boss infetti. Più resisteranno e più verranno conseguiti nuovi record di tempi (medaglia d'oro, medaglia d'argento, medaglia di bronzo).

### Campagne e mappe
Nelle prime versioni distribuite da Valve, le campagne e le mappe giocabili in modalità Campagna erano rispettivamente 4 e 20 in totale. Erano dunque 4 diversi scenari composti da ben 5 livelli ognuno intervallati dalle fondamentali "Safe House" (panic room con porte blindate e rifornite di medicazioni, cibo ed armi con munizioni). Ognuna delle mappe ha una propria continuità e la caratteristica esemplare del gioco è che sono tutte di natura diversa (dal centro rurale a quello urbano e così via) sia tra le campagne stesse che, talvolta, tra i livelli all'interno di esse. L'innovazione di questo gioco è il fatto che sia le mappe (porte, finestre ed altro che a volte sono chiuse altre invece no) che la posizione di tutti gli infetti (anche l'attività di respawn degli stessi) e degli oggetti per l'equipaggiamento (armi, munizioni, medicazioni, ecc.) vengono sempre randomizzate dal gioco, tanto è che è quasi impossibile determinare ogni volta l'esatta posizione di ciò che si trova all'interno del gioco. Inoltre, se all'inizio la storia di una sola campagna potrebbe sembrare univoca, senza continuo, ci si può sbagliare, infatti, almeno le prime mappe concesse dal gioco, sono una il prosieguo delle altre. In seguito poi, oltre alla nuova modalità di gioco "Survival", sono state create nuove importanti mappe, che hanno integrato la storia del gioco che è pressoché priva di una vera e propria narrazione; inoltre, in seguito alle svariate critiche per la scarsità di mappe, la Valve ha permesso ai suoi fan di poter creare vere e proprie mappe di propria iniziativa ed inventiva, aggiungendole poi come "campagne aggiuntive" e scaricabili sui siti appositi.
Le principali mappe che visualizziamo in Left 4 Dead sono quelle sottoelencate.
- Nessuna pietà (No mercy): è la prima mappa, il prosieguo della presentazione iniziale, quella che viene visualizzata prima di cominciare il gioco. Zoey, Louis, Bill e Francis sono barricati sopra il tetto della loro città. Hanno appena attraversato la strada e sono inseguiti da orde di morti inferociti. Per poter sopravvivere devono lavorare ardentemente in cooperazione e raggiungere il tetto dell'ospedale, dove c'è un elicottero dei soccorsi che sorvola continuamente la città sperando in un segnale di eventuali sopravvissuti. Ma raggiungere l'ospedale, che si trova a debita distanza dalla posizione iniziale, è sicuramente la cosa più semplice. Il disastro ha inizio ora, ora che i Survivor devono raggiungerlo attraversando la strada che conduce alla metropolitana, sotto al palazzo nel quale si trovano; dopo aver raggiunto la stazione sotterranea e superato l'intero passaggio metropolitano, i non infetti avranno a che fare con un'orda famelica attirata dal suono di un ascensore che collega un gigantesco distributore di benzina ad un grosso magazzino: distruggere la pompa sembra essere il modo più semplice per affrontare meglio gli infetti. Si arriva così al magazzino che inesorabilmente si collega alle fogne, dopo le quali si riemerge ai piedi dell'ospedale. Dopo averlo risalito tutto, tramite l'ascensore, finalmente si raggiungono i tetti e la tanto agognata salvezza grazie all'elicottero.
- Incidente di corso (Crash Course): mappa aggiunta successivamente con la Survival Mode, composta solamente da due livelli pressoché lunghi, è presumibilmente il continuo di "Nessuna pietà". Dopo essere riusciti a fuggire dal tetto dell'ospedale infestato dagli infetti, i Survivor s'apprestano a raggiungere la zona sicura. Ma niente è sicuro fino a quando non arrivi nel punto sicuro. Ed infatti il pilota dell'elicottero che li trasporta si tramuta in uno zombie, Zoey ucciderà il pilota e l'elicottero precipiterà, in un luogo non molto lontano dall'ospedale. Qui i Survivor contano di nuovo su se stessi per poter fuggire via, attraverso un'altra città infestata da zombie affamati. Lo schianto del mezzo ha attirato le orde e rimanere fermi a lungo è la cosa più impensabile. L'unica soluzione è quella di raggiungere un ponte utilizzato prima dell'infezione per la fuga della popolazione ma che adesso è bloccato da una miriade di vetture schiantate l'una contro l'altra e da una gigantesca barricata di acciaio. Facendosi breccia all'interno della barricata, raggiungere l'unica Safe House della mappa è cosa davvero ardua. Infine, nel secondo livello, bisognerà farsi strada per i vicoli e le strade che costeggiano il ponte fino a raggiungerne l'estremità opposta, nella quale è presente un camion di cui poter usufruire per fuggire via da lì.
- Raccolto di sangue (Blood harvest): il blindato sembrava essere l'ultima tappa di quella estenuante lotta contro la morte, contro gli infetti. Eppure i Survivor qui si ritrovano senza benzina, rintanati in un'angusta e tenebrosa collina montuosa, ricca di erba, sterpaglie, alberi e zombie. La mappa non stravolge le azioni di gioco come le altre, con improvvise ondate fameliche o distruttive orde attirate da suoni, rumori o altro, ma è forse la campagna più difficile nonostante gli stessi livelli fossero pressoché di breve durata. Eppure quel tocco di magico "verde" cosparso in tutta la mappa rende quasi impossibile prevedere dove si trovino gli zombie, che essi si trovino singolarmente o in mucchi scomposti di carne putrefatta. La scena è sempre la stessa ed è semplice: superare la foresta, giungere alla stazione dei treni e seguire i binari dei treni deragliati, sempre avvolti dall'erba, scavalcare un pontile distruggendone la base, raggiungere una serie di fattorie fino ad arrivare all'ultima radura erbosa, il campo di grano, per poi attendere l'arrivo dell'esercito (piazzato nei dintorni di un avampaosto militare) all'interno di una fattoria. Ebbene sì, rimanere fermi a lungo può essere, particolarmente in questa mappa, fatale.
- Pedaggio di morte (Death Toll): ma nemmeno l'esercito e le forze dell'ordine riescono a tenere a bada quest'insulso agglomerato di carne putrefatta. L'avamposto va in rovina, le forze di polizia e militari cedono di fronte a quella devastante apocalisse ed i Survivor si ritrovano nel bel mezzo di un ponte distrutto, nei pressi dell'autostrada che li avrebbe portati finalmente alla salvezza. Si deve qui superare il ponte, rotto, entrando nella galleria, arrivare ai canali di scolo alle spalle della galleria stessa, fuoriuscirne ritornando nei pressi di una piccola cittadina di periferia. Si hanno notizie di un nolo, punto d'incontro di navi pescherecce "salvatrici", presente dopo una chiesa, bisogna raggiungerla ma un folle all'interno di essa vi aiuterà a far conoscenza con altre orde di zombie. Raggiungere la cittadina di periferia rende più avvincente la mappa, infatti si alternano zone all'aperto con altre in vicoli bui e stretti e punti chiusi. Alla fine il nolo diventa proprio il punto d'estrazione vitale per i Survivor, indecisi se rintanarsi in una villa posta ad una certa distanza dal luogo dell'arrivo dei soccorsi, piena di protezione ed equipaggiamento, oppure se rimanere nelle vicinanze del punto d'estrazione, relativamente difendibile e vicino alla salvezza ma terribilmente privo di "comfort".
- Aria letale (Dead air): la storia non finisce, il continuo sembra una seria concitata di eventi che nulla ha a che fare l'uno con l'altro. Eppure si sta per giungere ad una clamorosa fine: il peschereccio ha condotto i Survivor nei pressi di un aeroporto di una città lì vicino. Si entra nella serra, si solcano i tetti delle case, entrando negli appartamenti, si raggiunge una gru fissa che attira zombie e poi una barricata di legno in un cantiere edile: questa è forse la mappa con più punti nei quali l'orda viene attirata più spesso, tra auto con antifurto attivato, gru rumorose e barricate roventi. Dopo il cantiere ci troviamo in una strada che conduce al parcheggio dell'aeroporto, poi finalmente lo si raggiunge; dopo averlo "ispezionato" per filo e per segno, conoscendolo a memoria, si raggiunge il punto d'estrazione finale, la pista d'atterraggio. L'aereo è lì, pronto per scortarvi via, ma gli serve il tempo necessario per riempire il serbatoio che è vuoto. Ed è lì che ricomincia la furia degli infetti. Sopravvivere lì, senza avere dei veri punti di riferimento, senza poter utilizzare una vera tattica di difesa, senza poter usufruire di efficaci punti coperti, è cosa parecchio ardua. Eppure la salvezza vi aspetta, lì, a qualche metro di distanza intenta a "fare benzina".

### Armi disponibili nel gioco
Le armi sono:
- Pistola semiautomatica (Colt M1911): dotata di un caricatore di 15 colpi con munizioni infinite, è l'arma secondaria di ogni survivor e viene usata soprattutto per non sprecare preziose munizioni dell'arma primaria;
- Seconda pistola semiautomatica: è possibile dunque trovare un'altra pistola (Colt M1911) che verrà usata in contemporanea con l'altra, raddoppiando infatti munizioni e volume di fuoco;
- Pistola mitragliatrice (Mitragliatore Uzi): 50 colpi con media precisione e bassa potenza, una delle due armi primarie che si trovano all'inizio di ogni mappa;
- Fucile a pompa: un fucile immaginario basato sul Remington 870, l'Ithaca 37 e il Winchester 1300, ha 8 colpi, scarsa precisione ma grande potenza, necessita di essere ricaricato dopo ogni colpo, l'altra arma primaria all'inizio di ogni mappa;
- Fucile d'assalto (Colt M16): 50 colpi, ottima precisione e potenza, quest'arma si trova all'inizio delle ultime mappe della campagna o in punti avanzati delle prime mappe;
- Fucile semi-automatico (Benelli M4 Super 90): 10 colpi, media precisione e grande potenza, che abbinata al fatto che non necessita di essere ricaricato dopo ogni colpo, lo rende l'arma più forte nelle brevi distanze, quest'arma si trova all'inizio delle ultime mappe della campagna o in punti avanzati delle prime mappe;
- Fucile da caccia (Ruger Mini-14): caricatore da 15 colpi, che possono attraversare praticamente qualunque muro, presenta una particolarità rispetto ad altri FPS, e cioè che oltre al mirino con lo zoom è presente anche un mirino con la visuale normale, molto pratico per affrontare un'orda di zombie inferociti che carica. Nonostante l'enorme potenza dei suoi colpi non è un'arma molto pratica sulle brevi distanze; quest'arma si trova all'inizio delle ultime mappe della campagna o in punti avanzati delle prime mappe;
- Torretta automatica (M134 Minigun): torretta dall'altissima cadenza di fuoco, grande potenza e media precisione, ha munizioni infinite ma non può essere trasportata, si può trovare generalmente alla fine dell'ultimo livello di ogni campagna.
- Molotov: una bottiglia incendiaria che incendia un buon pezzo di terra con tutti gli zombie che vi passano.
- Pipe-Bomb: tradotta letteralmente tubo-bomba, è una granata che prima di esplodere attira tutti gli zombie nella zona; il che la rende molto utile per liberarsi da un'orda inferocita. Inutile però contro gli infected speciali, a parte per il Tank, che scappa da essa.
- Tanica di benzina: è semplicemente un grosso contenitore di gasolio pieno che, se posizionato accuratamente e colpito da un proiettile o da qualche altra esplosione vicina, provoca un portentoso incendio nelle vicinanze, bruciando tutto e tutti ciò che lo circonda; può essere considerato una molotov che non è nell'equipaggiamento;
- Bombola di gas: non appena essa viene colpita da qualche esplosione o viene incendiata (qui il tempo di esplosione è in relazione a quello dell'incendio stesso) esplode, distruggendo non solo porte ed arredamento di scarsa resistenza, ma spazzando via un gruppo di infetti od allontanare uno degli Infetti Speciali, ed è utile soprattutto per effettuare mosse evasive ed elusive contro il Tank, per rallentarlo o comunque concedere tempo prezioso a chi si trovi nelle sue vicinanze;
- Bombola d'ossigeno: è un'altra bomba, come la tanica di gas, di colore verde e molto più piccola; la differenza dalla prima consta non solo per la leggera difficoltà nel colpirla ma soprattutto nel fatto che la stessa esplode solo dopo alcuni secondi dopo averla colpita o bruciata, emettendo uno strano fischio che prelude l'esplosione, segno dunque che può essere utilizzata con astuzia per tendere una qualsivoglia trappola relativamente più efficace o diversa agli infetti;
- Calcio dell'arma: è l'utilizzo con il tasto destro del MOUSE (nelle impostazioni MOUSE predefinite) del calcio dell'arma in uso, anche durante il caricamento, che scaccerà via in modo relativamente efficace, provocando anche alcuni danni, gli infetti, soprattutto quelli speciali, per salvare un compagno catturato o messo K.O. dagli stessi qualora sparare con l'arma fosse, in quel momento, impossibile o poco celere.

### Medicazioni
Anche se i personaggi hanno 100 unità di vita, nel corso della partita vi sono oggetti che possono influenzare il livello di questa:
- Il kit di pronto soccorso: Ridona l'80% della vita perduta
- Pillole: È un barattolo di pillole che ridona forza al giocatore, ma con il tempo il livello ritorna a quello precedente

Se un giocatore perde tutta la sua vita non morirà, bensì cadrà per terra, con le pistole in mano, che serviranno a proteggersi dagli zombie, finché un compagno non accorrerà in aiuto. Quando si ritornerà in piedi, la vita sarà ripristinata a 30, ma continuerà a scendere fino a un'unità.
Dopo successive perdite totali di vita ci si troverà con lo schermo in bianco e nero che significa la morte del personaggio in seguito a un'altra perdita completa di energia. Il personaggio che morirà, dunque, potrà rientrare in gioco solamente se un altro Survivor lo salverà all'interno di uno sgabuzzino o di una piccola stanza all'interno della mappa, tranne che nell'ultima parte dell'ultimo livello della campagna in questione, ovvero quando verranno chiamati i soccorsi prima dello scontro finale, caso in cui il giocatore non potrà più tornare in vita.

### Risultati
Left 4 Dead utilizza il sistema di Achievement di Steam che memorizzerà alcune azioni compiute dai giocatori che permetterano a questi ultimi di ottenere risultati speciali. I fattori secondo i quali si ottengono i risultati sono: completare un'intera mappa senza l'ausilio della torcia o del kit medico, oppure aiutare i compagni in difficoltà, curandoli con i propri kit medici oppure salvandoli da morte certa, finendo tutte le campagne alla difficoltà massima; vi sono anche risultati più ironici come uccidere un Hunter con un colpo in testa mentre fa il suo tipico salto oppure incendiare una strega con una molotov. Anche impersonando gli zombie speciali si potranno ottenere dei risultati.

### Il Regista
Tramite il cosiddetto "The Director", ovvero il regista, i classici respawn fissi vengono definitivamente eliminati, poiché il regista collocherà in posti sempre differenti i punti di nascita degli zombie. Inoltre la difficoltà dei livelli dipenderà esclusivamente dall'abilità del gruppo di sopravvissuti. Maggiore sarà la loro bravura, più saranno gli zombie creati dal regista.

## Personaggi
Oltre ai cosiddetti "Infetti", saranno presenti anche cinque boss, di cui solamente quattro potranno essere utilizzati dai giocatori:
- HUNTER: L'Hunter è la creatura più agile e veloce del gioco. Esso appare come un normale zombie incappucciato con i vestiti strappati. Può saltare e correre da un edificio ad un altro con estrema rapidità, riuscendo a mimetizzarsi perfettamente con il paesaggio circostante. Il suo attacco primario è costituito proprio da un lungo balzo, con traiettoria parabolica, che se è sferrato con successo immobilizza il Survivor per poi sventrarlo con le sue mani. Questo attacco può causare un danno da impatto (se il salto è spiccato da molto in alto rispetto alla vittima aggredita) e inizia a ferire alcuni secondi dopo che il giocatore è stato immobilizzato; l'unico modo per salvarsi dalla presa dell'Hunter è l'intervento di un altro giocatore.
- SMOKER: Lo Smoker appare come un uomo alto pieno di protuberanze in tutto il corpo. Può utilizzare la sua lunga lingua per catturare i sopravvissuti da lontano; alla sua morte creerà una nube di fumo che oscura la visuale dei Survivor e ne impedisce la comunicazione (i personaggi inizieranno a tossire, rendendo inutile anche l'uso della chat vocale finché si è nei paraggi del fumo). Anche lo Smoker può immobilizzare un Survivor, rendendo necessario l'aiuto di un altro giocatore; ciononostante, è uno degli infetti speciali che arrecano meno danni per colpo, rendendolo paradossalmente uno dei meno pericolosi se affrontato in gruppo. Può essere facilmente identificato in lontananza grazie ad alcuni insetti verdi fosforescenti che volano intorno allo Smoker.
- BOOMER: Il Boomer appare come un grasso uomo pieno di protuberanze in grado di vomitare la sua bile sulle sue vittime, attirando in questo modo orde di zombie. Una volta ucciso esso esplode, lanciando attorno a sé la stessa sostanza che normalmente vomita e rendendolo quindi pericoloso anche dopo l'attacco. Quando è vicino al giocatore, è consigliabile respingerlo con il corpo a corpo e poi sparargli: in questo modo si può evitare la sostanza emessa dalla sua esplosione. Può raramente capitare che il boomer, dopo essere stato "ucciso", non esploda ma cada semplicemente a terra. Questo è un bug relativo alla programmazione del personaggio.
- TANK: Il Tank appare come un uomo dai muscoli di proporzioni incredibili. È un boss in grado di scaraventare auto e persone come fossero formiche. Tuttavia i giocatori potranno prevedere il suo arrivo con un certo anticipo, a causa del forte rumore generato dai suoi passi (un po' come avveniva ad esempio nel film Jurassic Park per il Tyrannosaurus rex). Il Tank verrà assegnato dal regista alla squadra degli infected in modo molto limitato, generalmente al player che ha totalizzato il maggior punteggio. Ne viene perso il controllo se il giocatore che lo impersona non attacca i survivor.
- WITCH: La witch appare come una semplice donna zombie con lunghi artigli. È l'unico boss non utilizzabile dai giocatori. Essa, a meno che non la si infastidisca con la torcia o con le armi, non attacca. In caso contrario, dopo alcuni secondi di avvertimento la Witch caricherà il Survivor che l'ha infastidita, o quello a lei più vicino nel momento di totale risveglio, atterrandolo con un solo colpo e iniziando a sventrarlo con i suoi artigli (se la si bersaglia direttamente con le armi o le si punta contro la torcia la Witch attacca senza i secondi di preavviso) e dopo che lo uccide si ritira. È anche possibile eliminare questo boss con un solo colpo (fucile semi-automatico), ottenendo in questo modo l'achievement "Incoronazione".
- SCREAMER: Lo screamer era un boss il cui arrivo veniva preceduto da risate e urla folli e si notava subito per la camicia di forza che indossava, appena avvistava un survivor incominciava a gridare attirando l'orda che non finiva fino a che questo boss non veniva eliminato. Tuttavia questo boss è stato eliminato in fase di elaborazione del gioco e il suo grido è stato sostituito dal vomito del boomer.

Al contrario, i quattro sopravvissuti avranno tutti le stesse abilità, differenziandosi solamente per l'aspetto fisico:
- Louis: È il manager di una catena di elettronica di consumo.
- Zoey: È la figlia adolescente di una tipica famiglia statunitense.
- William Bill: È un veterano del Vietnam (personaggio presente anche in Dead by Daylight).
- Francis: È un motociclista tutto muscoli e tatuaggi.

I giocatori verranno impegnati in quattro scenari, costituiti ognuno da cinque mappe. Si passerà quindi da zone urbane a quelle rurali, tra cui un ospedale, un campo di grano, un aeroporto e molte altre ancora. Lo scopo del gioco è quello di sopravvivere per i quattro sopravvissuti, o quello di sterminare i survivor, per i giocatori che decideranno di impersonare i quattro boss nella modalità Avversario.

## Aggiornamenti
Valve Corporation ha distribuito il 21 aprile 2009 tramite la piattaforma Steam un aggiornamento denominato "Survival Pack". Questo aggiornamento contiene 2 nuove campagne per la modalità Versus e una modalità nuova chiamata "Survival".
In seguito, il 29 settembre 2009, Valve Corporation ha aggiornato ulteriormente il gioco aggiungendo una nuova campagna chiamata "Crash Course", di soli due capitoli, che copre l'intervallo di tempo tra la campagna di No Mercy e quella di Blood Harvest.

## Accoglienza
Nel marzo 2009 Valve Corporation ha annunciato che il videogioco ha venduto 2,5 milioni di copie. Questo tiene conto delle versioni DVD per PC e Xbox 360 ma non delle vendite tramite il canale Steam.